# REFORGER
REFORGER (англ. Return of Forces to Germany, с англ. — «Возвращение войск в Германию») — ежегодные учения НАТО, проводившиеся в Европе с 1969 по 1993 год. Их основной целью было подтверждение возможностей НАТО в случае начала войны со странами Варшавского договора быстро развернуть значительные силы в Западной Германии.
Учения начали проводить на регулярной основе после того, как в 1968 году президент США Линдон Джонсон принял решение вывести из ФРГ 2 американских дивизии (28 000 военнослужащих). Чтобы убедить союзников по НАТО в приверженности США своим обязательствам по их вооружённой защите, было решено ежегодно проводить учения, в ходе которых планировалось каждый раз развёртывать в Германии не менее одной дивизии. Первые такие учения были проведены в январе-феврале 1969 года и регулярно проводились до конца Холодной войны кроме 1972 и 1989 годов, а в 1973 году проводились дважды. Самыми масштабными стали учения REFORGER-88, в ходе которых в Германии была развёрнута 125-тысячная группировка войск.
Странами Варшавского договора с начала 1970-х годов также начали проводиться регулярные учения «Щит» и «Запад».